# Interton
Interton war ein deutscher Hörgerätehersteller und Anbieter von Spielkonsolen. Das Unternehmen entwickelte mit dem VC 4000 Ende der 1970er Jahre die einzige mikroprozessorgesteuerte Spielkonsole Deutschlands. Heute ist Interton eine Marke und Geschäftsbereich der dänischen GN Group.

## Geschichte
Interton wurde 1962 von den Brüdern Hellmuth und Hans-Herbert Türk in Köln gegründet. Zunächst stellte das Unternehmen Hörgeräte her, die Anfang der 1970er Jahre um elektronische Taschenrechner ergänzt wurden. Ab Mitte der 1970er Jahre fertigte Interton auch Pong-Spielkonsolen wie das Interton Video 2000 und 3000. Ab Mitte 1976 entwickelte das Unternehmen die programmierbare Konsole Interton VC 4000. Sie kam 1978 in den Handel und gilt als einzige mikroprozessorgesteuerte Spielekonsole Deutschlands. Mitte 1983 schied das Unternehmen aus der Videospielbranche aus und konzentrierte sich seitdem wieder auf die Vermarktung von Hörgeräten. Das Unternehmen zog nach Bergisch Gladbach.
Im September 2005 wurde Interton von der dänischen GN Store Nord übernommen, die den Firmennamen Interton als Markennamen weiterführte. 2008 kündigte GN per Pressemitteilung die Zusammenlegung von Interton mit der Deutschlandzentrale der GN Hearing GmbH in Münster an. Gemäß Handelsregisterauszug vom 27. November 2009 wurde die Interton Electronic Hörgeräte GmbH mit der GN Hearing GmbH verschmolzen. Die Verschmelzung wurde am 3. Dezember 2009 im Handelsregister der GN Hearing GmbH eingetragen. Am 21. Dezember 2009 wurde der Handelsregistereintrag der Interton gelöscht.